# Poison Ivy (EP av Yung Lean)
Poison Ivy är det tredje mixtapet av den svenska artisten Yung Lean. Albumet utgavs den 2 november 2018 av YEAR0001. Albumet producerades av Yung Lean och Whitearmor under några veckor i en avlägsen fastighet utanför Stockholm. Albumet har grafisk formgivning/design av Ecco2K, illustrationer av Georg Nordmark och originalfotografier av Isabella Simone Vega.

## Låtlista
Alla låtar är skrivna och komponerade av Yung Lean. 
| Nr           | Titel              | Producent    | Längd |
| ------------ | ------------------ | ------------ | ----- |
| 1.           | happy feet         | Whitearmor   | 3:25  |
| 2.           | friday the 13th    | Whitearmor   | 2:42  |
| 3.           | french hotel       | Whitearmor   | 2:24  |
| 4.           | silicon wings      | Whitearmor   | 2:16  |
| 5.           | ropeman            | Whitearmor   | 1:42  |
| 6.           | trashy             | Whitearmor   | 2:17  |
| 7.           | sauron             | Whitearmor   | 3:39  |
| 8.           | bender++girlfriend | Whitearmor   | 4:47  |
| Total längd: | Total längd:       | Total längd: | 23:13 |